# Aphelopus vernonensis
Aphelopus vernonensis  (лат.) — вид мелких ос из семейства Dryinidae. Встречаются в Южной Африке: KwaZulu-Natal: Vernon Crookes Nat. Res., 30°17.4’S:30°36.9’E, на высоте 250 м. Самцы крылатые, длина 1,56 мм.
У самцов соотношение члеников нитевидных усиков равно 3:3.5:4:4:4:5:5:5:5:8. Голова и мезосома чёрные, жвалы и клипеус бурые; усики — коричневые; брюшко коричневое; ноги кирпичного цвета. Метанотум блестящий. Вид назван по имени местонахождения типового экземпляра — заповедника Vernon Crookes Nature Reserve.
.